# Frederick William Beechey
Frederick William Beechey (Londres, 17 de febrer de 1796 – Londres, 29 de novembre de 1856) va ser un oficial de la Royal Navy, dibuixant i geògraf anglès.
Fill d'una família d'artistes, el seu pare era el retratista Sir William Beechey (1753-1839), membre de la Royal Academy of Arts, i la seva mare Phyllis Ann Jessup, miniaturista.
El 1806, amb tan sols deu anys, es va allistar a la Royal Navy, estant en actiu durant les guerres contra França i els Estats Units.

## Biografia

### L'expedició al Pol
El gener de 1818, Beechey va ser nomenat segon i, dibuixant en cap, del bergantí HMS Trent, comandat pel llavors tinent John Franklin. Junt amb el HMS Dorothea, formava una expedició dirigida pel capità David Buchan, amb ordres de l'Almirallat de buscar un pas entre l'Atlàntic i el Pacífic a tyavés del pol Nord. Simultàniament una expedició comandada per John Ross i el tinent William Edward Parry va ser enviada amb la mateixa finalitat a través de la badia de Baffin. Van partir d'Anglaterra el 25 d'abril de 1818 per dirigir-se a les Spitsbergen, però es van haver de fer enrere per culpa del gel. El 22 d'octubre del mateix any arribava de nou a casa. Tot i no haver aconseguit la ruta a través del Pol, l'expedició va fer nombroses observacions científiques, cartogràfiques i d'història natural. Anys més tard, el 1843, Beechey publicà un treball sobre aquest viatge amb el títol A voyage of discovery towards the North Pole 1818, amb sis reproduccions d'apunts que havia pres.

### L'exitosa expedició de Parry (1819-1820)
Gràcies a la seva experiència i habilitats en la navegació i el dibuix, Beechey va ser assignat a una nova expedició àrtica el gener de 1819, com a segon del HMS Hecla, dirigida pel tinent William Edward Parry. Els acompanyava el HMS Griper, un bergantí al comandament del tinent Liddon. Amb l'ordre expressa de l'Almirallat d'explorar l'estret de Lancaster en la recerca del Pas del Nord-oest, van partir d'Anglaterra al maig de 1819 i el 4 d'agost van arribar a l'estret de Lancaster, que lliure de gel, els va permetre avançar i endinsar-se en l'estret de Barrow i arribar fins illa de Melville, després d'haver recorregut en un sol mes la increïble distància de 800 km per aigües desconegudes.
Van hivernar a Port-Winter, sent aquesta la primera hivernada amb èxit a l'alta Àrtida. Parry va mantenir les dues tripulacions molt ocupades, per no quedar abatuts amb la llarga nit hivernal, amb el manteniment dels vaixells, el desenvolupament de tècniques de supervivència, la presa observacions meteorològiques i magnètiques i les activitats d'oci. Beechey s'encarregà de produir diverses obres de teatre, sent presentada la primera el 5 de novembre amb el títol Miss in her teens. El capità Sabine s'encarregà d'editar un periòdic setmanal, el North georgia Gazette, and Winter Chronicle, en què col·laboraven molts dels tripulants.
Al juny següent van recórrer a peu illa de Melville i van arribar fins a la seva costa septentrional, descobrint el golf de Liddon. L'1 d'agost els vaixells quedaren finalment alliberats del gel i van reprendre la ruta cap a l'oest, sense poder arribar més enllà dels 113° 48′ 22″ O, al davant l'extrem meridional d'illa de Melville. Van descobrir l'illa de Banks al sud. Parry va decidir tornar, convençut que el pas no es trobava per aquesta ruta i que devia trobar-se al sud de l'illa de Baffin. A la tornada, van resseguir la riba meridional de l'estret de Barrow i l'estret de Lancaster, cartografiant la costa nord de l'illa Somerset.
L'expedició va arribar a Escòcia el 30 d'octubre de 1820, després d'un viatge d'un èxit gairebé sense precedents en què es va completar més de la meitat del trajecte entre Groenlàndia i l'estret de Bering. La narració d'aquest viatge va ser publicada per Parry el 1821 amb el títol Journal of a Voyage to discover a North-west Passage i incloïa 26 dels esbossos presos per Beechey, que va exercir un important paper, no només pels seus coneixements de navegació, sinó també per la seva anotacions, esbossos, dibuixos i aquarel·les.

### L'expedició de la Mediterrània
El 1821 va prendre part en una expedició de reconeixement de la costa africana de la mar Mediterrània, capitanejada per William Henry Smyth. Ell i el seu germà, Henry William Beechey, van fer la campanya de reconeixement per terra i fruit d'ella van publicar un resum complet del seu treball el 1828 amb el títol Proceedings of the Expedition to Explore the Northern Coast of Africa from Tripoly Eastward in 1821-1822 (Apunts de l'expedició per explorar la costa nord d'Àfrica, de Trípoli a l'est, 1821-1822).

### L'expedició a l'estret de Bering
El 1825 Beechey va ser nomenat comandant del sloop de guerra HMS Blossom, amb una tripulació d'un centenar d'homes. La missió tornava a ser buscar el Pas del Nord-oest, aquesta vegada per l'estret de Bering. Un cop allà, havia de virar cap a l'est fins a enllaçar amb dues expedicions que buscaven el pas des de l'oest: una per terra, des del riu Mackenzie, comandada per Franklin, i una altra per mar, des de l'estret del Príncep Regent, a les ordres de Parry. Abans de remuntar cap al Pacífic Nord va tenir oportunitat d'explorar diversos arxipèlags de la Polinèsia: el desembre de 1825 es va detenir a les illes Pitcairn, el gener de 1826 a les illes Gambier, i després a l'arxipèlag de Tuamotu, on explorà 23 atols.
Beechey arribà a l'estret de Bering el juliol de 1826, seguint cap al nord, on romangué a l'espera de contactar, sense sort, amb les altres expedicions occidentals. Després de passar l'hivern prop del cap Príncep de Gal·les, l'estiu de 1827 tornà a creuar l'estret de Bering. A continuació emprengué el viatge de tornada, tot explorant la costa del Pacífic i visitant els ports que trobà al seu pas, com ara San Francisco i Mazatlán, on realitzà un dels primers mapes que es coneixen de la ciutat. Fruit d'aquest viatge el 1831 publicà Narrative of a Voyage to the Pacific and Berings Strait to Co-operate with the Polar Expeditions, 1825-1828.

## Darrers anys
Beechey fou nomenat capità el 8 de maig de 1827 i tornà al Pacífic durant uns anys. Entre 1835 i 1836 navegà per les costes d'Amèrica del Sud i entre 1837 i 1847 ho feu per les d'Irlanda. El 1850 fou nomenat per presidir el Departament de Marina de la Junta de Comerç. El 1854 fou ascendit a vicealmirall i el 1855 fou elegit president de la Royal Geographical Society.

## Publicacions
- Beechey, Frederick William. Proceedings Of The Expedition To Explore The Northern Coast Of Africa, From Tripoly Eastward; In MDCCCXXI and MDCCCXXII Comprehending An Account of The Greater Syrtis And Cyranaeica.  Londres: John Murray, 1828 [Consulta: 5 gener 2012].
- Beechey, Frederick William. Narrative of A Voyage To The Pacific And Beering's Strait, To Co-Operate With The Polar Expeditions Performed In His Majesty's Ship Blossom, Under The Command Of Captain F. W. Beechey, R. N. In The Years 1825, 26, 27, 28.  Philadelphia: Carey & Lea, 1832 [Consulta: 5 gener 2012].
- Beechey, Frederick William. A Voyage Of Discovery Towards The North Pole, Performed In His Majesty's Ships Dorothea And Trent, Under The Command Of Captain David Buchan, R. N., 1818.  Londres: Richard Bentley, 1843 [Consulta: 5 gener 2012].